# イオンタウン野洲
イオンタウン野洲（イオンタウンやす）は、滋賀県野洲市にあるイオンタウン株式会社運営のショッピングセンター。

## 概要
2007年（平成19年）11月23日に「イオンスーパーセンター野洲店」としてオープン。
その後、2011年（平成23年）1月28日にイオン野洲ショッピングセンターとして改装オープン。このとき、イオンスーパーセンターがザ・ビッグエクストラに業態転換した。同年11月21日に運営会社がイオンビッグ株式会社からイオンタウン株式会社へ変更され、ショッピングセンター名も「イオンタウン野洲」に改称された。
2011年（平成23年）1月に開店したザ・ビッグエクストラの1号店は、イオンタウン野洲である。また、同店舗より「AEON BIG」表記の店舗ブランドロゴを導入している。（詳細はザ・ビッグ#沿革の2011年を参照。）

## 沿革
- 2007年（平成20年）11月23日 - イオンスーパーセンターがグランドオープン[3]。
- 2011年（平成23年）
  - 1月20日 - イオンスーパーセンターが改装のため閉店。[要出典]
  - 1月28日 - ザ・ビッグエクストラが開店し[4]、イオン野洲ショッピングセンターとしてリニューアルオープンする。[要出典]。
  - 3月4日 - ヤマダ電機テックランド[広報 2]、キャンドゥ[要出典]が開店。
  - 11月21日 - イオンタウン野洲に名称変更[広報 1]。
- 2013年（平成25年）
  - 9月頃 - テックランド（ヤマダ電機）が近江八幡店として移転のため閉店。[要出典]
  - 11月30日 - ダイソーが開店。[要出典]

## 主なテナント
- ザ・ビッグエクストラ
- オンセンド
- ダイソー

## 交通アクセス
- JR西日本 東海道本線（琵琶湖線）野洲駅より野洲市コミュニティバスで「乙窪工業団地北口」停留所下車、徒歩すぐ[広報 3]。

#### 広報資料・プレスリリースなど一次資料
1. 1 2  「さらに地域の皆さまから愛され、必要とされるショッピングセンター（SC）に! 11月21日（月）モール型SC名を「イオンモール 」に名称統一します (PDF) 」イオン、2011年10月27日
2. ↑  “月次IR情報”. 株式会社ヤマダ電機. 2024年8月14日閲覧。
3. ↑  “イオンタウン野洲へお越しの際は、野洲市コミュニティバスが便利です。”.   イオンタウン野洲. 2022年5月21日閲覧。